# Савельєвка (Абдулинський міський округ)
Саве́льєвка (рос. Савельевка) — селище у складі Абдулинського міського округу Оренбурзької області, Росія.

## Населення
Населення — 19 осіб (2010; 85 у 2002).
Національний склад (станом на 2002 рік):
- мордва — 91 %